# تزييف المعرفة
تزييف المعرفة تشويه مقصود لما يعرفه الشخص تحت ضغوط اجتماعية مدركة. صاغ هذا المصطلح تيمور كوران في كتابه «الحقائق الخاصة والأكاذيب العامة: النتائج الاجتماعية لتزييف التفضيلات».

## الدوافع
حسب تحليل كوران لتزييف التفضيلات، عادة ما تزور المعرفة للإشارة إلى تفضيل يختلف عن التفضيل الخاص، أي دعمًا لتزييف التفضيلات. يتطلب التمثيل الناجح للتفضيلات الخاصة إخفاء المعرفة التي تستند إليها. التالي، يشارك الناس في تزييف التفضيلات، أو تعزيزه، من خلال تحريف معلوماتهم وتفسيراتهم وفهمهم.
هذا النوع من التحريف استجابة للضغوط الاجتماعية والاقتصادية والسياسية المدركة. يمكن أن تكون الضغوط المدركة من نسج الخيال جزئيًا، إن لم تكن كليًا. يمكن أن تتجذر قيود الكلام المفروضة من قبل الدولة، والتي تفرض من خلال عقوبات بواسطتها. ع ذلك، على غرار تزييف التفضيلات، لا يكون تزوير المعرفة استجابة فقط، أو حتى بأساسه، استجابة للضغوط من الدولة أو أي كيان سياسي منظم آخر. جزء من الضغوط يأتي من الأفراد الذين يسعون للتماشي مع أجندة تبدو أنها محببة سياسيًا. تحت أي سياق، يمكن أن ينتهي تزييف المعرفة فجأة، من خلال تغيير معزز ذاتيًا في الرأي العام.

## التأثيرات الاجتماعية
من بين تأثيرات تزييف المعرفة تشويهها، وإحواجها والإخلال بها أمام الرأي العام. يُحرم المجتمع من التعرض لما يُعتقد أنه حقيقة، وبدلًا من ذلك، يتعرض للمعلومات التي يرى حاملوها أنها زائفة. تأثير آخر هو الجهل الشامل بشأن فشل السياسات وفوائد الإصلاحات المحتملة. يمكن أيضًا أن يؤدي تزييف المعرفة إلى تقييد الفكر وتجميده، مما يؤثر على الابتكار. النتيجة الأخيرة المحتملة هي استمرار السياسات والعادات والمعايير والأساليب والمؤسسات التي يكرهها الكثيرون.
لا يتسبب تزييف المعرفة بتضليل الآخرين حول واقع الحياة الاجتماعية فحسب، بل يؤدي أيضًا إلى التضليل الذاتي واسع الانتشار. وفقًا لما يلاحظه لاري جانيه، يقدر الأفراد دوافع الآخرين للحفاظ على المعرفة الخاصة خارج المجال العام على نحو ممنهج، مما يجعلهم يتقبلون بسهولة المعتقدات التي تبدو شائعة. ن خلال تعزيز الحوافز المتبادلة لتزييف المعرفة، يمنع أفراد المجتمع بعضهم البعض من اكتساب وعي بالآليات التي يخدعون بها أنفسهم.
يركز كاس سنشتاين فيما يتعلق بفشل تزييف المعرفة على أن المجتمعات تستفيد من المؤسسات التي تهدف إلى تقليص حجم ذلك التزييف. يرى أن «تزييف المعرفة، الناتج عن الميول البشرية الطبيعية للاستسلام للجماعة، يمكنه خلق مشاكل خطيرة للجماعة نفسها. إذا لم يكشف أفراد الجماعة عن معرفتهم، فإن الأخطاء وحتى الكوارث لا مفر منها». بناءً على ذلك، يؤكد أن القادة والتشريعات والمؤسسات والمدارس واللجان يجب أن تروج عمدًا للتعرض لوجهات الرأي المخالفة. يظهر أن المحاكم تعمل بصورة أفضل عندما تشمل هيئات صنع القرار أشخاصًا يجلبون معلومات متنوعة وتفسيرات مختلفة للحقائق.
استنادًا إلى رؤى سانشتاين، يرى غراهام ماكدونوه بأن تزوير المعرفة يمكن أن يقوض الهدف المركزي للتعليم الأخلاقي؛ بما يلزم صنع الأحكام الخاصة للحفاظ على العلاقات الشخصية. يمكن لذلك أن يؤدي إلى إعاقة التواصل حول الاختلافات المعقولة وبالتالي تقييد التنوع المعرفي. يسهل إظهار الاختلافات في التفاهمات بناء إرشادات أخلاقية سياسية وأخلاقية ومعرفية مُرضية.
تحت أي ظرف، قد يختلف انتشار تزييف المعرفة منهجيًا بين المجموعات الديموغرافية المختلفة التي تختلف في الضغوط الاجتماعية والثقافية والسياسية التي تحملها. يمكن أن يختلف أفراد أي مجموعة ديموغرافية معينة في المعرفة التي ينقلونها للآخرين، اعتمادًا على الجمهور المستهدف. في هذا الصدد، يظهر تيمور كوران وإدوارد ماكافري أن الاحتكامات العامة لمدركات التمييز تختلف منهجيًا اعتمادًا على استطلاع المحيط حول الأفراد. في قضايا التمييز المثيرة للجدل، يبدو الأمريكيون أكثر استعدادًا للكشف عن المعراف الخاصة عبر الإنترنت مقارنة بالعالم الحقيقي.

## مؤسسات هادفة لتقليص التزييف المعرفي
تحاكي ملاحظات كوران وسانشتاين آراء فريدريش هايك حول مزايا الديمقراطية. «الديمقراطية هي، قبل كل شيء، عملية تشكيل الرأي»، يقول هايك، «في جوانبها الديناميكية، بدلًا من تلك الثابتة، تتجلى قيمة الديمقراطية نفسها». يرى مايكل فولجيموث متوسعًا برأي هايك أن الدساتير الديمقراطية تحد من نطاق كل من تزييف التفضيلات وتزييف المعرفة (مستخدمًا مصطلح «تزييف الرأي» بوصفه مفهومًا شاملًا لكل من تزييف التفضيلات وتزييف المعرفة). تسهل الدساتير الديمقراطية، من جهة، عملية فلترة المعرفة العمومية المفتعلة وتفضيلات الجمهور، ومن جهة أخرى، اكتشاف المعرفة والتفضيلات التي يراها الأفراد خاصة بهم.
يعود اصطلاح فكري على الأقل إلى جون ستيوارت ميل يرى فيه أن المداولة الاجتماعية البنّاءة تتطلب حرية التعبير عن الأفكار ومتابعة المعرفة حيثما تقود. استنادًا إلى هذا الاصطلاح، يشير راسل بلاكفورد أن المجتمعات بحاجة إلى آليات دفاع مؤسساتية ليس فقط ضد جهود الحكومة للسيطرة على المعرفة، ولكن أيضًا ضد الضغوط التوافقية التي تدفع إلى تزييف المعرفة. تتضمن الفئة الثانية من المؤسسات القوانين والأعراف التي تعزز الوضع الاجتماعي لأهل البدع، وأصحاب الأفكار الغريبة، وأصحاب الحقائق، والفنانين والكوميديين للإثراء الذي يقدمونه لساحة المعارف العامة. يرى بلاكفورد أنه يجب الحد من الاحتفاء بإذعان المعرفة المثيرة للجدل فقط في حالات الخطاب الكراهية الذي يحط من الإنسانية. يستقدم هذه الاستثناءات العديد من المبادئ شائعة القبول، لذا يجب التعامل معها حالة بحالة، ولكن دائمًا مع الاهتمام بالحفاظ على حوافز نشر المعرفة المفيدة.